# Ludwig Damminger
Ludwig Damminger (Wörth am Rhein, 29 ottobre 1913 – Jockgrim, 6 febbraio 1981) è stato un calciatore tedesco, di ruolo attaccante.

## Statistiche

### Cronologia presenze e reti in Nazionale
| Cronologia completa delle presenze e delle reti in nazionale ― Germania | Cronologia completa delle presenze e delle reti in nazionale ― Germania | Cronologia completa delle presenze e delle reti in nazionale ― Germania | Cronologia completa delle presenze e delle reti in nazionale ― Germania | Cronologia completa delle presenze e delle reti in nazionale ― Germania | Cronologia completa delle presenze e delle reti in nazionale ― Germania | Cronologia completa delle presenze e delle reti in nazionale ― Germania | Cronologia completa delle presenze e delle reti in nazionale ― Germania |
| Data                                                                    | Città                                                                   | In casa                                                                 | Risultato                                                               | Ospiti                                                                  | Competizione                                                            | Reti                                                                    | Note                                                                    |
| ----------------------------------------------------------------------- | ----------------------------------------------------------------------- | ----------------------------------------------------------------------- | ----------------------------------------------------------------------- | ----------------------------------------------------------------------- | ----------------------------------------------------------------------- | ----------------------------------------------------------------------- | ----------------------------------------------------------------------- |
| 28/04/1935                                                              | Bruxelles                                                               | Belgio                                                                  | 1 – 6                                                                   | Germania                                                                | Amichevole                                                              | 2                                                                       |                                                                         |
| 08/05/1935                                                              | Dortmund                                                                | Germania                                                                | 3 – 1                                                                   | Irlanda                                                                 | Amichevole                                                              | 2                                                                       |                                                                         |
| 15/09/1935                                                              | Stettino                                                                | Germania                                                                | 5 – 0                                                                   | Estonia                                                                 | Amichevole                                                              | 1                                                                       |                                                                         |
| Totale                                                                  |                                                                         | Presenze                                                                | 3                                                                       |                                                                         | Reti                                                                    | 5                                                                       |                                                                         |